# Na Rusi
Na Rusi (ros. На Руси), podtytuł: Dusza narodu (oryg. ros. Душа народа) – obraz olejny Michaiła Niestierowa, powstały w latach 1914–1916.

## Okoliczności powstania obrazu
Od 1889 w twórczości Michaiła Niestierowa dominowała tematyka religijna, w szczególności postacie prawosławnych mnichów i świętych. Między wymienionym rokiem a 1916 artysta namalował m.in. takie obrazy jak Pustelnik, Z biciem dzwonów, Wielkie postrzyżyny, Widzenie chłopca Bartłomieja oraz cały cykl poświęcony św. Sergiuszowi z Radoneża, oraz Święta Ruś. W tendencję tę wpisuje się również obraz Na Rusi.
Koncepcja obrazu pojawiła się w latach 1905–1906. W ciągu następnych dziesięciu lat Niestierow tworzył szkice przygotowawcze do obrazu. Kilkakrotnie też zmieniał tytuł planowanego dzieła, rozważając nazwy Chrześcijanie, Wierzący, Pragnący sprawiedliwości. Według jego pierwotnych planów dzieło miało przedstawiać naród rosyjski idący za Chrystusem. Ostatecznie jednak artysta zrezygnował z pomysłu przedstawienia Jezusa na obrazie.
Obraz w swojej końcowej formie powstał w latach 1914–1916.

## Opis
Malując obraz, Niestierow próbował dać odpowiedź na pytania o przyszłość Rosji, a zarazem ukazać naród rosyjski w całej jego intelektualnej i duchowej potędze. Scena ukazana na płótnie rozgrywa się na łące nad brzegiem Wołgi, którym kroczy tłum, symbolizujący ogół mieszkańców Rosji.
W dziele mieszają się postacie autentyczne, symboliczne i fikcyjne. Niestierow ukazał na obrazie chrześcijańskich pisarzy rosyjskich – Sołowjowa, Tołstoja (z prawej strony, w pewnym odosobnieniu od tłumu) i Dostojewskiego, za którym podąża bohater jego powieści Bracia Karamazow Alosza w stroju mnicha. Wśród reprezentantów inteligencji malarz zamierzał umieścić również Fiodora Szalapina i Maksyma Gorkiego. Z tej ostatniej postaci zrezygnował, gdy zorientował się, iż jego światopogląd nie opierał się na ideałach chrześcijańskich, lecz rewolucyjnych. Po lewej stronie obrazu, w tłumie wyróżnia się postać jurodiwego w otoczeniu ubranych na biało kobiet, widoczna jest grupa duchownych ze schimnichem oraz kapłanami niosącymi ikonę Chrystusa, w tłumie są przedstawiciele wszystkich grup społecznych.
Przewodnikiem tłumu jest idący o kilka kroków przed nim chłopczyk w prostym stroju, uosabiający dziecięcą szczerość i niewinność. To on, zdaniem Niestierowa, najpełniej ucieleśnia ideał prawosławnej „Świętej Rusi”. Do tej właśnie prawdy dążą, różnymi drogami, wszyscy bohaterowie dzieła.